# Istorija Tajvana
Istorija ostrva Tajvan datira unazad desetinama hiljada godina do najranije poznate evidencije ljudskih prebivališta. Smatra se da je iznenadna pojava kulture zasnovane na poljoprivredi oko 3000. godine p. n. e. odražavala dolazak predaka današnjih tajvanskih domorodaca. Ostrvo su kolonizovali Holanđani u 17. veku, a potom je usledio priliv Han Kineza, uključujući Haka imigrante  iz oblasti Fuđen i Guangdung u kopnenoj Kini, preko Tajvanskog tesnaca. Španci su nakratko izgradili naselje na severu, ali su ih 1642. proterali Holanđani.
Godine 1662, Koksinga, lojalista iz dinastije Ming koji je 1644. izgubio kontrolu nad kontinentalnom Kinom, pobedio je Holanđane i osnovao operativnu bazu na ostrvu. Njegove snage je porazila dinastija Ćing 1683. godine, i delovi Tajvana su postajali sve više integrisani u carstvo Ćing. Nakon Prvog kinesko-japanskog rata 1895. godine, dinastija Čing je ustupila ostrvo, zajedno s Penhuom, Japanskom carstvu. Tajvan je proizvodio pirinač i šećer koji se izvozio u Japansko carstvo, a služio je i kao osnova za japansku invaziju na jugoistočnu Aziju i Pacifik tokom Drugog svetskog rata. Na Tajvanu je sprovedeno japansko carsko obrazovanje, a mnogi Tajvanci su se tokom rata borili i za Japan.
Godine 1945, nakon završetka Drugog svetskog rata, nacionalistička vlada Republike Kine (ROC), pod vodstvom Kuomintanga (KMT), preuzela je kontrolu nad Tajvanom. Godine 1949, nakon što je u Kineskom građanskom ratu izgubila kontrolu nad kopnom, vlada Republike Kine pod KMT-om povukla se na Tajvan, i Čang Kaj Šek je proglasio vojnu upravu. KMT je vladao Tajvanom (zajedno sa ostrvima Kinmen, Vuću i Macu na suprotnoj strani Tajvanskog tesnaca) kao jednopartijskom državom četrdeset godina, sve do demokratskih reformi 1980-ih, koje su dovele do prvih direktnih predsedničkih izbora 1996. godine. Tokom posleratnog perioda, Tajvan je doživeo brzu industrijalizaciju i ekonomski rast poznat kao „tajvansko čudo”, i bio je poznat kao jedan od „četiri azijska tigra”.

## Literatura
- Bird, Michael I.; Hope, Geoffrey; Taylor, David (2004), „Populating PEP II: the dispersal of humans and agriculture through Austral-Asia and Oceania” (PDF), Quaternary International, 118–119: 145—163, doi:10.1016/s1040-6182(03)00135-6, Архивирано из оригинала (PDF) 12. 02. 2014. г., Приступљено 23. 10. 2019.
- Blusse, Leonard; Everts, Natalie (2000), The Formosan Encounter: Notes on Formosa's Aboriginal Society – A selection of Documents from Dutch Archival Sources Vol. I & II, Taipei: Shung Ye Museum of Formosan Aborigines, ISBN 957-99767-2-4 and  957-99767-7-5.
- Blust, Robert (1999), „Subgrouping, circularity and extinction: some issues in Austronesian comparative linguistics”,  Ур.: E. Zeitoun; P.J.K Li, Selected papers from the Eighth International Conference on Austronesian Linguistics, Taipei: Academia Sinica, стр. 31—94.
- Borao Mateo, Jose Eugenio (2002), Spaniards in Taiwan Vol. II:1642–1682, Taipei: SMC Publishing, ISBN 978-957-638-589-6.
- Campbell, Rev. William (1915), Sketches of Formosa, London, Edinburgh, New York: Marshall Brothers Ltd. reprinted by SMC Publishing Inc 1996, ISBN 957-638-377-3, OL 7051071M.
- Chan (1997), „Taiwan as an Emerging Foreign Aid Donor: Developments, Problems, and Prospects”, Pacific Affairs, 70 (1): 37—56, JSTOR 2761227, doi:10.2307/2761227.
- Chang, K.C. (1989), translated by W. Tsao, ed. by B. Gordon, „The Neolithic Taiwan Strait” (PDF), Kaogu, 6: 541—550, 569, Архивирано из оригинала (PDF) 18. 4. 2012. г..
- Ching, Leo T.S. (2001), Becoming "Japanese" – Colonial Taiwan and The Politics of Identity Formation, Berkeley: University of California Press., ISBN 978-0-520-22551-0.
- Chiu, Hsin-hui (2008), The Colonial 'Civilizing Process' in Dutch Formosa, 1624–1662, BRILL, ISBN 978-90-0416507-6.
- Clements, Jonathan (2004), Pirate King: Coxinga and the Fall of the Ming Dynasty, United Kingdom: Muramasa Industries Limited, ISBN 978-0-7509-3269-1.
- Diamond, Jared M. (2000), „Taiwan's gift to the world”, Nature, 403 (6771): 709—710, PMID 10693781, doi:10.1038/35001685.
- Everts, Natalie (2000), „Jacob Lamay van Taywan: An Indigenous Formosan Who Became an Amsterdam Citizen”, Ed. David Blundell; Austronesian Taiwan:Linguistics' History, Ethnology, Prehistory, Berkeley, CA: University of California Press.
- Gates, Hill (1981), „Ethnicity and Social Class”,  Ур.: Emily Martin Ahern; Hill Gates, The Anthropology of Taiwanese Society, Stanford University Press, ISBN 978-0-8047-1043-5.
- Guo, Hongbin (2003), „Keeping or abandoning Taiwan”, Taiwanese History for the Taiwanese, Taiwan Overseas Net.
- Hill, Catherine; Soares, Pedro; Mormina, Maru; Macaulay, Vincent; Clarke, Dougie; Blumbach, Petya B.; Vizuete-Forster, Matthieu; Forster, Peter; Bulbeck, David; Oppenheimer, Stephen; Richards, Martin (2007), „A Mitochondrial Stratigraphy for Island Southeast Asia”, The American Journal of Human Genetics, 80 (1): 29—43, PMC 1876738 , PMID 17160892, doi:10.1086/510412.
- Hsu, Wen-hsiung (1980), „From Aboriginal Island to Chinese Frontier: The Development of Taiwan before 1683”,  Ур.: Knapp, Ronald G., China's Island Frontier: Studies in the historical geography of Taiwan, University Press of Hawaii, стр. 3—29, ISBN 978-0-8248-0743-6.
- Hu, Ching-fen (2005), „Taiwan's geopolitics and Chiang Ching-Kuo's decision to democratize Taiwan” (PDF), Stanford Journal of East Asian Affairs, 1 (1): 26—44, Архивирано из оригинала (PDF) 15. 10. 2012. г..
- Jiao, Tianlong (2007), The neolithic of southeast China: cultural transformation and regional interaction on the coast, Cambria Press, ISBN 978-1-934043-16-5.
- Katz, Paul (2005), When The Valleys Turned Blood Red: The Ta-pa-ni Incident in Colonial Taiwan, Honolulu, HA: University of Hawaii Press, ISBN 978-0-8248-2915-5.
- Keliher, Macabe (2003), Out of China or Yu Yonghe's Tales of Formosa: A History of 17th Century Taiwan, Taipei: SMC Publishing, ISBN 978-957-638-608-4.
- Kerr, George H (1966), Formosa Betrayed, London: Eyre and Spottiswoode, Архивирано из оригинала 11. 10. 2018. г., Приступљено 23. 10. 2019.
- Leung, Edwin Pak-Wah (1983), „The Quasi-War in East Asia: Japan's Expedition to Taiwan and the Ryūkyū Controversy”, Modern Asian Studies, 17 (2): 257—281, doi:10.1017/s0026749x00015638.
- Morris, Andrew (2002), „The Taiwan Republic of 1895 and the Failure of the Qing Modernizing Project”,  Ур.: Stephane Corcuff, Memories of the Future: National Identity issues and the Search for a New Taiwan, New York: M.E. Sharpe, ISBN 978-0-7656-0791-1.
- Olsen, John W.; Miller-Antonio, Sari (1992), „The Palaeolithic in Southern China”, Asian Perspectives, 31 (2): 129—160.
- Shepherd, John R. (1993), Statecraft and Political Economy on the Taiwan Frontier, 1600–1800, Stanford, California: Stanford University Press., ISBN 978-0-8047-2066-3. Reprinted 1995, SMC Publishing, Taipei.  957-638-311-0
- Spence, Jonathan D. (1999), The Search for Modern China (Second Edition), USA: W.W. Norton and Company, ISBN 978-0-393-97351-8.
- Singh, Gunjan (2010), „Kuomintang, Democratization and the One-China Principle”,  Ур.: Sharma, Anita; Chakrabarti, Sreemati, Taiwan Today, Anthem Press, стр. 42—65, ISBN 978-0-85728-966-7, doi:10.7135/UPO9781843313847.006.
- Takekoshi, Yosaburō (1907), Japanese rule in Formosa, London, New York, Bombay and Calcutta: Longmans, Green, and co., OCLC 753129, OL 6986981M.
- Teng, Emma Jinhua (2004), Taiwan's Imagined Geography: Chinese Colonial Travel Writing and Pictures, 1683–1895, Cambridge MA: Harvard University Press, ISBN 978-0-674-01451-0.
- Tsang, Cheng-hwa (2000), „Recent advances in the Iron Age archaeology of Taiwan”, Bulletin of the Indo-Pacific Prehistory Association, 20: 153—158, doi:10.7152/bippa.v20i0.11751, Архивирано из оригинала 25. 3. 2012. г., Приступљено 7. 6. 2012.
- Wills, John E., Jr. (2006), „The Seventeenth-century Transformation: Taiwan under the Dutch and the Cheng Regime”,  Ур.: Rubinstein, Murray A., Taiwan: A New History, M.E. Sharpe, стр. 84—106, ISBN 978-0-7656-1495-7.
- Xiong, Victor Cunrui (2012), Emperor Yang of the Sui Dynasty: His Life, Times, and Legacy, SUNY Press, ISBN 978-0-7914-8268-1.
- Zhang, Yufa (1998), Zhonghua Minguo shigao 中華民國史稿, Taipei, Taiwan: Lian jing (聯經), ISBN 957-08-1826-3.
- Asia Society (14. 3. 2000), Opposition Wins Taiwan Election, Архивирано из оригинала 15. 6. 2000. г..
- Brown, Melissa J (1996), „On Becoming Chinese”,  Ур.: Melissa J. Brown, Negotiating Ethnicities in China and Taiwan, Berkeley, CA: University of California Press.
- Brown, Melissa J. (2001), „Reconstructing ethnicity: recorded and remembered identity in Taiwan”, Ethnology (2).
- Brown, Melissa J (2004), Is Taiwan Chinese? : The Impact of Culture, Power and Migration on Changing Identities, Berkeley: University of California Press, ISBN 0-520-23182-1.
- Chen, Chiu-kun (1997), Qing dai Taiwan tu zhe di quan, (Land Rights in Qing Era Taiwan), Taipei, Taiwan: Academia Historica, ISBN 957-671-272-6.
- Chen, Chiukun (1999), „From Landlords To Local Strongmen: The Transformation Of Local Elites In Mid-Ch'ing Taiwan, 1780-1862”,  Ур.: Rubinstein, Murray A., Taiwan : a New history, Armonk, N.Y.: M.E. Sharpe, стр. 133—62.
- Chu, Jou-juo (2001), Taiwan at the end of The 20th Century:The Gains and Losses, Taipei: Tonsan Publications.
- Council of Indigenous Peoples. (2004), Table 1. Statistics of Indigenous Population in Taiwan and Fukien Areas for Townships, Cities and Districts, Архивирано из оригинала 27. 9. 2007. г., Приступљено 18. 3. 2007.
- Cohen, Marc J. (1988), Taiwan At The Crossroads: Human Rights, Political Development and Social Change on the Beautiful Island, Washington D.C.: Asia Resource Center.
- Copper, John F. (2003), Taiwan:Nation-State or Province? Fourth Edition, Boulder, CO: Westview Press.
- Crossley, Pamela Kyle (1999), A Translucent Mirror: History and Identity in Qing Imperial Ideology, Berkeley: University of California Press, ISBN 0-520-23424-3.
- Council of Indigenous Peoples, Executive Yuan (2006), Statistics of Indigenous Population in Taiwan and Fukien Areas, Архивирано из оригинала 30. 8. 2006. г..
- Dikotter, Frank (1992), The Discourse of Race in Modern China, Stanford, CA: Stanford University Press, ISBN 0-8047-2334-6.
- Ebrey, Patricia (1996), „Surnames and Han Chinese Identity”,  Ур.: Melissa J. Brown, Negotiating Ethnicities in China and Taiwan, Berkeley, CA: University of California Press, ISBN 1-55729-048-2.
- Edmondson, Robert (2002), „The February 28 Incident and National Identity”,  Ур.: Stephane Corcuff, Momories of the Future:National Identity Issues and the Search for a New Taiwan, New York: M.E. Sharpe.
- Faure, David (2001), In Search of the Hunters and Their Tribes, Taipei: Shung Ye Museum of Formosan Aborigines Publishing, ISBN 957-30287-0-0.
- Gao, Pat (2001), Minority, Not Minor, Government Information Office, Republic of China, Архивирано из оригинала 13. 3. 2007. г., Приступљено 22. 3. 2007.
- Gold, Thomas B. (1986), State and society in the Taiwan miracle, Armonk, New York: M.E. Sharpe.
- Harrell, Steven (1996), „Introduction”,  Ур.: Melissa J. Brown, Negotiating Ethnicities in China and Taiwan, Berkeley, CA: Regents of the University of California, стр. 1—18.
- Harrison, Henrietta (2001), „Changing Nationalities, Changing Ethnicities: Taiwan Indigenous Villages in the Years after 1946”,  Ур.: David Faure, In Search of the Hunters and Their Tribes: Studies in the History and Culture of the Taiwan Indigenous People, Taipei: SMC Publishing.
- Harrison, Henrietta (2001), Natives of Formosa: British Reports of the Taiwan Indigenous People, 1650–1950, Taipei: Shung Ye Museum of Formosan Aborigines Publishing, ISBN 957-99767-9-1.
- Harrison, Henrietta (2002), „Changing Nationalities, Changing Ethnicities”,  Ур.: David Faure, In Search of the Hunters and Their Tribes: Studies in the History and Culture of the Taiwan Indigenous People, Taipei: SMC Publishing.
- Harrison, Henrietta (2003), „Clothing and Power on the Periphery of Empire: The Costumes of the Indigenous People of Taiwan.”, positions (2): 331—60.
- Hattaway, Paul (2003), Operation China. Introducing all the Peoples of China, Pasadena, CA: William Carey Library Pub, ISBN 0-87808-351-0.
- Hong, Mei Yuan (1997), Taiwan zhong bu ping pu zhu (Plains Tribes of Central Taiwan), Taipei, Taiwan: Academia Historica.
- Hsiau, A-chin (1997), „Language Ideology in Taiwan: The KMT’s language policy, the Tai-yü language movement, and ethnic politics”, Journal of Multilingual and Multicultural Development (4).
- Hsiau, A-chin (2000), Contemporary Taiwanese Cultural Nationalism, London: Routledge, ISBN 9780415226486.
- Hsu, Cho-yun (1980), „The Chinese Settlement of the Ilan Plain”,  Ур.: Ronald Knapp, China's Island Frontier: Studies in the Historical Geography of Taiwan, HA: University of Hawaii Press.
- Hsu, Wen-hsiung (1980), „Frontier Organization and Social Disorder in Ch'ing Taiwan”,  Ур.: Ronald Knapp, China's Island Frontier: Studies in the Historical Geography of Taiwan, HA: University of Hawaii Press.
- Huang, Fu-san (2005). „Chapter 3”. A Brief History of Taiwan. ROC Government Information Office. Архивирано из оригинала 1. 8. 2007. г. Приступљено 18. 7. 2006.
- Ka, Chih-ming (1995), Japanese Colonialism in Taiwan:Land Tenure, Development and Dependency, 1895–1945, Boulder, CO: Westview Press..
- Kang, Peter (2003), „A Brief Note on the Possible Factors Contributing to the Large Village Size of the Siraya in the Early Seventeenth Century”,  Ур.: Leonard Blusse, Around and About Formosa, Taipei.
- Kleeman, Faye Yuan (2003), Under An Imperial Sun: Japanese Colonial Literature of Taiwan and The South, Honolulu, HA: University of Hawaii Press..
- Knapp, Ronald G (1980), „Settlement and Frontier Land Tenure”,  Ур.: Ronald G.Knapp, China’s Island Frontier: Studies in the Historical Geography of Taiwan, Honolulu: University of Hawaii Press, ISBN 957-638-334-X.
- Kuo, Jason C. (2000), Art and Cultural Politics in Postwar Taiwan, Seattle, WA.
- Lamley, Harry J (1981), „Subethnic Rivalry in the Ch'ing Period”,  Ур.: Emily Martin Ahern and Hill Gates, The Anthropology of Taiwanese Society, CA: Stanford University Press, стр. 283—88.
- Liu, Tan-Min (2002), ping pu bai she gu wen shu (Old Texts From 100 Ping Pu Villages), Taipei: Academia Sinica, ISBN 957-01-0937-8.
- Liu, Tao Tao (2006), „The Last Huntsmen's Quest for Identity: Writing From the Margins in Taiwan”,  Ур.: Yeh Chuen-Rong, History, Culture and Ethnicity: Selected Papers from the International Conference on the Formosan Indigenous Peoples, Taipei: SMC Publishing, стр. 427—430.
- Manthorpe, Jonathan (2008), Forbidden Nation: A History of Taiwan, Palgrave Macmillan.
- Matsuda, Kyoko (2003), „Ino Kanori's 'History' of Taiwan: Colonial ethnology, the civilizing mission and struggles for survival in East Asia.”, History and Anthropology, 14 (2): 179—196, doi:10.1080/0275720032000129938.
- Mendel, Douglass (1970), The Politics of Formosan Nationalism, Berkeley, CA: University of California Press..
- Meskill, Johanna Menzel (1979), A Chinese Pioneer Family: The Lins of Wu-Feng, Taiwan 1729–1895, Princeton New Jersey: Princeton University Press.
- Millward, James (1998), Beyond The Pass: Economy, Ethnicity and Empire in Qing Central Asia, 1759–1864, Stanford CA.: Stanford University Press.
- Nussbaum, Louis-Frederic (2002), „Ryūkyū kizoku mondai”, Japan Encyclopedia, Cambridge: Harvard University Press.
- Pan, Da He (2002), pingpu bazai zu cang sang shi (The Difficult History of the Pazih Plains Tribe), SMC Publishing, ISBN 957-638-599-7.
- Pan, Ying (1996), Taiwan pingpu zu shi (History of Taiwan's Pingpu Tribes), Taipei: SMC Publishing, ISBN 957-638-358-7.
- Interview: 2003: Pan Jin Yu (age 93) -in Puli
- Phillips, Steven (2003), Between Assimilation and Independence:The Taiwanese Encounter Nationalist China, 1945-1950, Stanford California: Stanford University Press.
- Pickering, W.A. (1898), Pioneering In Formosa, London: Hurst and Blackett, OL 7204709M. Republished 1993, Taipei, SMC Publishing.  957-638-163-0.
- Reuters, "Taiwan election shooting suspect dead," (2005)|reference=Reuters. "Taiwan election shooting suspect dead," 7 March 2005.
- Rubinstein, Murray A. (1999), Taiwan: A New History, New York: M.E. Sharpe, Inc, ISBN 1-56324-816-6.
- Shepherd, John Robert (1995), Marriage and Mandatory Abortion among the 17th Century Siraya, Arlington VA.
- Simon, Scott (4. 1. 2006), „Formosa's First Nations and the Japanese: from Colonial Rule to Postcolonial Resistance”, Japan Focus, Архивирано из оригинала 13. 3. 2007. г.. Accessed 3/16/2007.
- Skoggard, Ian A. (1996), The Indigenous Dynamic in Taiwan's Postwar Development: Religious and Historical Roots of Entrepreneurship, New York: M.E.Sharpe Inc..
- Stainton, Michael (1999), „The Politics of Taiwan Aboriginal Origins”,  Ур.: Murray A. Rubinstein, Taiwan A New History, New York: M.E. Sharpe, Inc, ISBN 1-56324-816-6.
- Tseng, Ching-Nan (1993), In search of China's Minorities, Beijing: China Books & Periodicals.
- Watchman, Alan M. (1994), Taiwan:National Identity and Democratization, New York: M.E.Sharpe Inc.
- Wilson, Richard W (1970), Learning To Be Chinese: The Political Socialization of Children in Taiwan, Cambridge, MA: Massachusetts Institute of Technology.
- Zeitoun, Elizabeth; Yu, Ching-Hua (2005), „The Formosan Language Archive: Linguistic Analysis and Language Processing” (PDF), Computational Linguistics and Chinese Language Processing, 10 (2): 167—200, Архивирано из оригинала (PDF) 20. 07. 2011. г., Приступљено 23. 10. 2019.